# Ivančiná
Ivančiná es un municipio situado en el distrito de Turčianske Teplice, en la región de Žilina, Eslovaquia. Tiene una población estimada, en marzo de 2025, de 91 habitantes.

## Demografía
| Año        | 1994 | 2004    | 2014    | 2024    |
| ---------- | ---- | ------- | ------- | ------- |
| Población  | 91   | 97      | 92      | 93      |
| Diferencia |      | +6,59 % | −5,15 % | +1,08 % |

| Año        | 2023 | 2024    |
| ---------- | ---- | ------- |
| Población  | 90   | 93      |
| Diferencia |      | +3,33 % |